# Charles Fortin (homme politique)
Pour les articles homonymes, voir Charles Fortin et Damiens.
Charles Fortin, né le 23 septembre 1838 à Paris et mort dans sa ville natale le 2 avril 1919, est un papetier-imprimeur et homme politique français.

## Biographie
Charles René Damiens, dit Fortin, est le fils de Marie-Amélie Duriez (1816-1892) et de François-Adolphe Damiens, dit Fortin (1808-1889), papetier à Paris au no 48 de la rue Sainte-Anne - où son fils voit le jour - puis au no 59 de la rue Neuve-des-Petits-Champs.
Le trisaïeul de Charles, un pâtissier à la bouche du roi nommé Damiens, aurait pris le patronyme de son épouse, Fortin, après l'attentat commis contre Louis XV par Robert-François Damiens en 1757. Le grand-père de Charles, Charles-François Damiens, dit Fortin (1777-1865), originaire de Versailles et papetier à Paris depuis la fin du XVIIIe siècle, a fondé la maison Fortin en 1802.
Après avoir repris l'entreprise familiale vers 1864, Charles Fortin développe celle-ci et présente ses productions aux expositions universelles de 1878, 1889 et 1893 ainsi qu'à l'exposition française de Moscou en 1891. Il est également le président de la Chambre syndicale des marchands et fabricants papetiers de France. En 1894, le ministre du Commerce lui décerne la croix de la Légion d'honneur.
Lors des élections législatives de 1898, Fortin se présente comme « républicain modéré » dans la seconde circonscription du 16e arrondissement, nouvellement créée. Au premier tour, il y obtient 954 voix, autant que le rallié Gay, candidat de l'Union libérale républicaine, mais beaucoup moins que les trois candidats arrivés en tête : un radical, Maurice Isabey (1 074 voix), un autre républicain modéré, Paul Leroy-Beaulieu (1 378 voix), et un nationaliste, l'ex-boulangiste Lucien Millevoye (2 441 voix). Appelant à la « discipline républicaine », une partie des électeurs de Fortin désapprouve le maintien de sa candidature et se rallie à Leroy-Beaulieu en vue du second tour. Dans ces conditions, Fortin n'obtient que 664 voix, derrière le nationaliste Gachon, dit Daly (823 voix), et très loin derrière Leroy-Beaulieu (2 082 voix) et Millevoye, qui est élu avec 3 178 suffrages.
Quelques mois après cette défaite, Fortin se porte candidat au siège laissé vacant par Placide Astier dans le quartier de Chaillot. « Républicain libéral progressiste », il présente une profession de foi nettement cléricale et antidreyfusarde et arrive en tête dès le premier tour, avec 933 voix contre 495 à l'avocat Hornbostel, avant de l'emporter au second tour par 1 295 suffrages contre 905 voix à son concurrent. Fortin est réélu conseiller municipal de Chaillot dès le premier tour en 1900, à nouveau face à Hornbostel, ce dernier ayant pourtant été soutenu par Millevoye.
Malgré son mandat local, Fortin ne parvient pas à prendre sa revanche à l'occasion des législatives de 1902. Avec 1 237 voix, il termine en troisième place, derrière le radical Marcel Huart (1 898) et le sortant, Millevoye, qui est réélu dès le premier tour par 5 633 suffrages. Deux ans plus tard, lors des municipales de 1904, les électeurs nationalistes du quartier de Chaillot votent pour le comte d'Aulan, qui bat Fortin au second tour.
Membre de la Fédération républicaine d'Eugène Motte, Fortin assiste à l'assemblée générale de ce parti le 7 décembre 1904.
Lors des élections législatives de 1906, Fortin renonce au 16e arrondissement afin de se présenter à Lectoure contre le député radical sortant, Thierry-Cazes. Ce dernier est réélu dès le premier tour, avec 5 692 voix contre 4 408 à Fortin.
En 1912, Fortin tente de reprendre un siège de conseiller municipal en se présentant dans le quartier des Invalides, dont l'élu sortant, le royaliste Roger Lambelin, ne se représente pas. Devancé au premier tour par le royaliste De Villemandy et par un autre libéral, Henri François Joseph Boudet de Puymaigre, Fortin est battu par celui-ci au second tour.
Charles Fortin meurt le 2 avril 1919 en son domicile du no 107 de la rue de l'Université.